# Herbert Schuldt
Herbert Schuldt (* 19. Juli 1941 in Hamburg) ist ein deutscher Dichter, Essayist, Übersetzer, bildender Künstler und Gestalter von Hörstücken. Er veröffentlicht ganz überwiegend unter dem Mononym Schuldt.

## Leben und Wirken

### Leben
Herbert Schuldt ist der Sohn von Harald H. Schuldt, dem Enkel des Gründers der Reederei H. Schuldt. Nach Stationen in London, Paris und Wien lebte er lange in Hamburg und New York, hielt sich seit 1999 zunehmend in China auf und lebte von 2004 bis 2009 in Peking und seither in Hamburg. Er benutzt meist nur den Künstlernamen „Schuldt“. Er übte zahlreiche Tätigkeiten aus, war mit 19 Jahren vorübergehend Elektronikkaufmann, arbeitete als Tontechniker und auf Baustellen, er las Wörterbücher und schrieb Essays, verfasste Hörstücke und führte Regie, fertigte Übersetzungen an, inszenierte Performances und schrieb Bücher. Schuldt erhielt für seine „kunstvollen Übertragungen amerikanischer Lyrik und seine avantgardistischen Vermessungen des englischen und deutschen Wortschatzes“ im Jahr 2000 auf der Frankfurter Buchmesse den Paul Scheerbart-Preis. Ähnlich wie Kurt Schwitters, Oskar Pastior oder Gerhard Rühm benutzt Schuldt in seiner durchweg experimentellen Literatur Figurentexte und poetische Wortspiele.
Im Jahr 2014 wurde er zum Mitglied der Freien Akademie der Künste in Hamburg benannt.

### Schriftsteller
Sein Werk Mamelucken antworten (1984) besteht aus Akronym-Gedichten. Aus einem Initialwort, zum Beispiel „Tanz“, bildet er seine Texte: „Taten aus Neugier zausen“. In Abziehbilder heimgeholt (1995) geht er den Wörtern auf den Grund, untersucht die Sprachwirklichkeit und entlarvt darin verborgene Klischees. In Olga at the Cosmic Door. BHs, Parfüms, und Bars. Schlagzeilen aus New York (2000) schließlich konzentriert Schuldt auf groteske Weise Reklame, Glitzer und Rummel dieser Weltstadt in Haiku-ähnliche Kurzformen. Schreiben bedeutet für ihn immer auch „imaginative Konstruktion, Neu-Kombination, Ent-Fesselung, Umschichtung von vorgespurten Sprachbahnen“. Hanns Zischler bezeichnete ihn in Die Zeit als „letzte[n] Dadaist[en]“; er sei „ein ungewöhnlich hellhöriger, dem Klang und dem Geräusch, dem Reim- und Alliterationsvorrat der Wörter nachhorchender Übersetzer.“

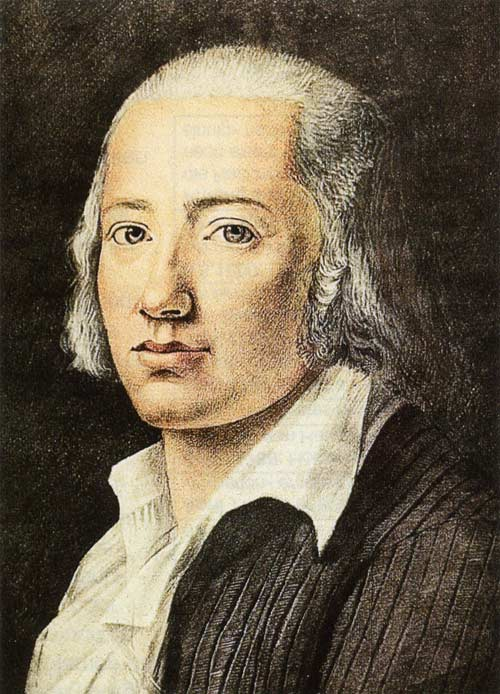
Schuldt verwandelte Hölderlins Am Quell der Donau durch ungewöhnliche Lautveränderungen.

Beachtet wurde seine Hörspielfassung Am Quell der Donau, die 2002 als Medienkombination (Buch, Leporello-Mappe und CD) herauskam. Sie ist nach einem Gedicht von Friedrich Hölderlin benannt; vom Text ist nur ein Fragment von 117 Versen erhalten, den Schuldt seinem nicht Deutsch sprechenden amerikanischen Dichterkollegen Robert Kelly vorlas. Kelly übersetzte die fremden Laute, wie er sie verstand; so kam der Titel „Unquell the Dawn Now“ heraus. Der Sprachkünstler Schuldt übersetzte nun nach Kellys Lauten aus dem Amerikanischen zurück usw., schließlich dann in ein Hölderlin-Deutsch. So entstand zum Beispiel aus „Doch Alles geht so“: though all’s gate so, und daraus „wenngleich alles ein Tor ist so“ und dann vainlike. All sin torn so. Schuldt schreibt in seinem Nachwort dazu: „Der Klang ist die Seele der Sprache, während die Bedeutungen der Wörter ihr Körper sind.“

### Zitat
- „Ihr aber würzt mit Nektar uns den Othem / Her ovaries fill with nectar and the ocean, / Ihre Eierstöcke füllen sich mit Nektar und dem Meer, / Here I stoke feelin's mid-neck, tar & hound mare & / Hier schür ich Gefühle mitthals, teere & hetze Stute &.“[6]

Bekannt wurde Schuldt nicht zuletzt auch durch die von ihm selbst als „Hörstücke“ bezeichneten Sprachcollagen, mit denen er die 1968 von Klaus Schöning als „Neues Hörspiel“ charakterisierte Gattung um sprachmusikartige Klangexperimente bereicherte. Besonders erwähnt sei hier Deutschland aufsagen, Deutschland nachsagen, das im April 1970 eine die Hörer des 1. Programms des WDR verstörende Wirkung hatte.

### Künstler
Schuldt hat sich zeitlebens mit Kunst beschäftigt. In den 60er Jahren lebte und wirkte er in einem Keller in der Brüderstraße im Hamburger Stadtteil Neustadt. Zum einen übersetzte er Kunstbücher und schrieb Texte für Ausstellungskataloge, zum anderen inszenierte er sich selbst als Künstler. Als Friedensreich Hundertwasser 1959 Gastdozent an der Hochschule für Bildende Künste in Hamburg war, zog er zusammen mit Schuldt, Bazon Brock und anderen eine zehn Kilometer lange „Endlose Linie“, die sich über alle Teile eines Hochschulraumes erstreckte, was damals einen Skandal erregte. Als Aktionskünstler erregte Schuldt 1960 besonderes Aufsehen mit seiner „Internationalen Ausstellung von Nichts“, die in einer verfallenen Hamburger Villa stattfand und bei der lediglich leere Bilderrahmen, unbemalte Leinwände und Lehmklumpen ausgestellt wurden. 2004 erinnerte die Hamburger Kunsthalle in der Ausstellung Kunst in Hamburg an den damaligen Kunstskandal, indem sie die Ausstellung nachbaute und mit den Originalausschnitten der daraufhin erschienenen Presse-Entrüstungen vervollständigte. Weitere Ausstellungen Schuldts fanden zum Beispiel in der Kunsthalle Düsseldorf (2000: Branded Stairwall) sowie in New York (2001: the looks of words) statt. Auch als Vortragskünstler verwendet er gerne Performance-Elemente. Ab 2002 widmet er sich der Photographie, vor allem in New York und in China.

#### Ausstellungen
- 2003: Studien zu A Patriot's Mecca, Hamburger Kunsthalle
- 2003: Berlin-Moskau 1950–2000, Martin-Gropius-Bau, Berlin
- 2003: Moskau-Berlin 1950–2000, Staatliches Historisches Museum Moskau
- 2004: Bai Shi. Bilder vom Werden und Vergehen, Artscene Warehouse, Shanghai
- 2005: The Iron Imagination (Skulpturen), Shanghai New International Expo Centre
- 2007: Sichuan Portraits, ArtChina Gallery, Hamburg
- 2008: Walls of Time, Museum für Kunst und Gewerbe, Hamburg
- 2008: Three Mouths Are Better Than One, Galerie Brockstedt, Hamburg
- 2008: Stigmata – The Hand Is More Intimate Than the Face, Berliner Medizinhistorisches Museum
- 2010: Time at Work, Die Drostei, Pinneberg

#### Preise
- 1990: Preis für Medienkunst, Akademie der Künste, Berlin
- 1994: Hamburger Förderpreis für Literatur und literarische Übersetzungen
- 2000: Paul Scheerbart-Preis auf der Frankfurter Buchmesse

### Veröffentlichungen
- Leben und Sterben in China, Matthes & Seitz, Berlin 2021. ISBN  978-3-95757-946-1
- Hamburgische Schule des Lebens und der Arbeit, Berenberg Verlag GmbH,  Berlin 2019.
- Trennungen. Papageien, Konzepte und Personen – Torpedos und Schnurrpfeifereien – New York und Köln um 1970 (enth. das Hörspiel "Deutschland aufsagen, Deutschland nachsagen" auf einer CD). Im Auftrag der Freien Akademie der Künste in Hamburg herausgegeben von Schuldt. München (Belleville) 2015.
- Dayi Express / Da Yi Kuai Bao. Zeitung zu den Figuren-Portraits von Schuldt aus Sichuan. Herausgegeben von Hans Barlach, Wolfgang Kubin und Schuldt. Hamburg 2003.
- Olga at the Cosmic Door. BHs, Parfüms, und Bars. Schlagzeilen aus New York (Postkartenblock). OTO house, New York, NY 2000 und Verlag der Buchhandlung Walther König, Köln 2000. ISBN 3883754749
- Am Quell der Donau nach Friedrich Hölderlin mit Robert Kelly. (Buch, Mappe, Leporellos, CD, Transkript im Schuber).  Steidl, Göttingen 1998, 2002. ISBN 3-88243-521-6
- Die unsichtbaren Zeichnungen Stéphane Mallarmés. 68 farbige Tafeln von Ernest Fraenkel. Neu herausgegeben und mit einem Essay Kein Zeug zum Bild von Schuldt. Edition per procura, Lana und Wien 1998, ISBN 978-3-901118-36-4
- Lustrufe im Garten. Schlagzeilen auf Oxford-Deutsch (48 Postkarten). Schuldts Kleine Bibliothek der Dichtung und Prosa im Deutsch fremder Zungen, Band 2. Droschl, Graz 1998. ISBN 978-3-85420-488-6
- Gestaltschmerz. Dichtung und Prosa auf Oxford Deutsch. Mit einem Vorwort von Harry Mathews, einem Brief von Kenneth Cox und einem Nachwort von Robert Kelly.  Schuldts Kleine Bibliothek der Dichtung und Prosa im Deutsch fremder Zungen, Band 1. Edition Plasma, Berlin 1997. ISBN 3926867256
- Abziehbilder, heimgeholt. Zusammen mit Robert Kelly und Jacques Roubaud. Literaturverlag Droschl, Wien 1995. ISBN 3-85420-402-7
- Glossolalie. Stammelheft tritt an die Stelle der Nr. 18 des Literaturmagazins. (Literaturmagazin 18. Sondernummer). Herausgeber. Rowohlt, Reinbek bei Hamburg 1986. ISBN 3-498-06197-6
- Mamelucken antworten (Akronyme). Edition Neue Texte, Linz 1984. ISBN 3-85420-272-5
- Leben und Sterben in China. 111 Fabeln nach Lius Wörterbuch (Prosa). Hanser, München und Wien 1983. ISBN 3-446-13816-1
- Francis Picabia (Ausstellungskatalog Städt. Kunsthalle Düsseldorf u. Kunsthaus Zürich). DuMont Schauberg, Köln 1983.
- In Togo, dunkel, und andere Geschichten. Zweitschrift, Hannover 1981
- A Likely Lad. (Bilderbuch mit Legenden). Walther König, Köln 1980.
- Picabia (Essay).  Michael Werner, Köln und Berlin 1980.
- Stühle aus Stahl (Essay). Walther König, Köln 1980,
- Deutschland aufsagen, Deutschland nachsagen. (Tonkassette). Edition S-Press, Düsseldorf und München 1972
- Lautgestaltung. In: Text + Kritik. München 1972, Heft 35/36
- Zweifel (Essay). DuMont Schauberg, Köln 1967
- Blut des Metronomen (Dichtung). Mit Illustrationen von Joseph Cornell. Hagar, Brühl 1965
- Steinigung der Nacht (Dichtungen). Mit Illustrationen von Hans Platschek. Panderma-Verlag Laszlo, Basel 1960

### Hörspiele
- 1970: Deutschland aufsagen, Deutschland nachsagen. Mit Gabor Altorjay, Louis Jean Bouchard, Dorothee Brodowskyv u. a. Realisation: Schuldt. Autorenproduktion 1970. Als Podcast/Download im BR Hörspiel Pool.[12]
- 1996: Schallgeschwister (Am Quell der Donau). Mit Jürgen Arndt, Ruth Geiersberger u. a. Regie: Schuldt. BR Hörspiel und Medienkunst 1996.
- 2000: Sentimentalno – Stimmungsbrecher. Mit Hanns Zischler, Schuldt, Antje Vowinckel u. v. a. Regie: Schuldt. SWR 2000

### Übersetzungen
- Robert Kelly, Schlaflose Schönheit, herausgegeben, übersetzt und mit einem Nachwort von Schuldt, Salzburg 1996, RESIDENZ.
- Robert Kelly, Geschichten aus Russisch, herausgegeben, übersetzt und mit einem Nachwort von Schuldt, Berlin 1995, Edition PLASMA.
- Horace Walpole, Hieroglyphische Geschichten (1786), herausgegeben, übersetzt und mit einem Nachwort von Schuldt. Rowohlt, Reinbek bei Hamburg 1988.
- Thomas M. Messer: Edvard Munch. DuMont, Köln 1978. ISBN 3-7701-0718-7
- Robert Descharnes: Salvador Dali. DuMont, Köln 1974. ISBN 3-7701-29881
- Joseph-Émile Müller: DuMont’s kleines Lexikon des Expressionismus. DuMont Schauberg, Köln 1974. ISBN 3-7701-0767-5
- José Pierre: DuMont’s kleines Lexikon des Surrealismus. DuMont Schauberg, Köln 1974. ISBN 3-7701-0766-7
- Dan Flavin: Drei Installationen in fluoreszierendem Licht. Kölnische-Verlagsdruckerei, Köln 1974

### Sekundärliteratur
- Jörg Drews: Ausleuchtung eines Begriffs. Zu Schuldts „Zweifel“. In: Text + Kritik. München 1971. H. 30. Konkrete Poesie II
- Michael Erlhoff: Fabeln aus dem Wörterbuch. Umrisse von Sätzen. In: Die Zeit vom 2. August 1985
- Helmut Heißenbüttel: Der Triumph des Textes. Schuldts Akronyme: „Mamelucken antworten“. In: Süddeutsche Zeitung vom 6. Dezember 1984
- Hans-Horst Henschen: Schuldt. In: Neues Handbuch der deutschsprachigen Gegenwartsliteratur seit 1945. Nymphenburger, München 1990. ISBN 3-485-03550-5
- Elfriede Jelinek: Krieg um Blitz. Lustrufe im Garten. In: Süddeutsche Zeitung, 27. März 1998, Nr. 72, S. 13.
- Rolf Michaelis: Schatten-Pflanzen. In: Die Zeit. Nr. 26. 1999
- Thomas Redl: Schuldt: Leben und Sterben in China. 111 Fabeln nach Lius Wörterbuch. In: Wespennest. Zeitschrift für brauchbare Texte und Bilder. Nr. 58. 1985.
- Hanns Zischler: Der letzte Dadaist. Schuldt: Dichter, Vortragskünstler und Übersetzer. In: Die Zeit. 5. Dezember 1997, Nº 50 (online).